# Nossa Senhora da Conceição (Alandroal)
Nossa Senhora da Conceição is een plaats (freguesia) in de Portugese gemeente Alandroal en telt 1 938 inwoners (2001).